# 長谷池
長谷池（ながたにいけ）は岡山県玉野市上山坂にあるため池である。また、長谷川（瀬戸内海に注ぐ）が接続されている。玉野市は乾燥して降水量が少ない地域であるため、長谷池のほかにもたくさんのため池が存在する。

## 周辺
- 東児が丘マリンヒルズゴルフクラブ